# نيكولاي روبنشتاين
نيكولاي روبنشتاين (بالروسية:Николай Григорьевич Рубинштейн) ولد في 2 يونيو 1835 في موسكو وتوفي في 23 مارس 1881، كان ملحن وعازف بيانو وقائد روسي وهو أخ المحلن وعازف البيانو والقائد أنتون روبنشتاين